# Orlovský klusák
Orlovský klusák je jedním z ruských plemen koní.
Zakladatelem chovu byl ruský šlechtic, hrabě Alexej Grigorjevič Orlov. Na konci 18. století byl v jeho orlovském hřebčíně použit bílý arabský hřebec Smetanka k chovu s holandskými, meklenburskými a dánskými klisnami. Zanechal jen pět potomků, ale mezi nimi byl i Polkan I., syn dánské klisny s vysokým podílem španělské krve .

## Vzhled
Převládající zbarvení, odvozené od arabských předků, je bílé. Může být i grošovaný. Běžně se vyskytují i vraníci a hnědáci, jen ryzáci jsou velmi vzácní. Klusáci jsou obvykle vysocí 162 cm a klisny bývají asi o 2 cm menší. Hlava orlovského klusáka je dosti malá a vzdor arabskému vlivu poněkud hrubší. Araba však zřetelně připomíná nasazení uší a šířka čela. Krk má dlouhý a vysoko nasazení tzv. labutí krk. Nohy mají někteří jedinci příliš dlouhé a nemají požadovanou hloubku hrudi. V letech 1825 až 1840 se v chovu stále opakovalo křížení s holandskými klisnami, a tento vliv se projevil především na větší výšce a na úkor kvality nohou, zejména dlouhou a slabou holení. Silný vliv holandských plemen zavinil, že nohy nemají vždy dokonalý tvar, mají sklon k nálevkám kloubů, slabosti šlach a často i k deformaci kosti. Tyto nedostatky jsou však u moderního orlovského klusáka většinou překonané. Klusákům svědčí dlouhý a rovný hřbet, svalnatá bedra a mohutný a široký kříž.

## Využití
Moderní orlovský klusák se využívá k zlepšení jiných plemen. Velký důraz se klade na udržení výšky, mohutné, ale dostatečně lehké stavby, síly šlach i celkové elegance, ale především schopnosti rychlého klusu.